# Mesoplia insignis
Mesoplia insignis är en biart som först beskrevs av Smith 1879.  Mesoplia insignis ingår i släktet Mesoplia och familjen långtungebin. Inga underarter finns listade i Catalogue of Life.